# David Dunlop
David Dunlop (Rhu, 22 de dezembro de 1859 — 3 de setembro de 1951) foi um velejador britânico, campeão olímpico. Ele competiu nos Jogos Olímpicos de Verão de 1908 na classe 12 Metre e conquistou a medalha de ouro na disputa a bordo do Hera com Thomas Glen-Coats, John Downes, John Aspin, John Buchanan, James Clark Bunten, Arthur Downes, John Mackenzie, Albert Martin e Gerald Tait.